# Bill Bruford
William Scott Bruford, detto Bill (Sevenoaks, 17 maggio 1949), è un batterista britannico.
Artista di spicco della scena progressive fin dalla fine degli anni sessanta, ha suonato in numerosi gruppi; fra i più famosi, gli Yes e i King Crimson. Bruford è soprattutto famoso per aver rivoluzionato la tecnica di drumming utilizzando in modo innovativo la batteria elettronica e unendo un forte senso della melodia all'uso di soluzioni poliritmiche complesse.

## Carriera
Bruford emerse sulla scena musicale nel 1967, come primo batterista degli Yes; con loro incise alcuni dei più importanti album del gruppo: The Yes Album (1971), Fragile (1971) e Close to the Edge (1972).
Agli inizi del 1972, sorprendendo i fan, abbandonò gli Yes al culmine del loro successo accettando l'invito di Robert Fripp e unendosi ai King Crimson, altro importante gruppo del progressive, in cui suonò dal 1972 (epoca di Larks' Tongues in Aspic pubblicato l'anno seguente), e con cui avrebbe continuato a collaborare negli anni '80 (nel periodo di Discipline, al quale dette un contributo importante sviluppando un approccio allo strumento e uno stile innovativi) fino al periodo del "double trio" affiancato alla batteria da Pat Mastelotto (1994-1996) e del ProjeKct One (1997) terminato il quale abbandonò il gruppo per dedicarsi completamente al jazz acustico.
Intorno alla metà degli anni settanta oltre ai King Crimson collaborò con numerose altre band, inclusi Genesis, Gong e National Health.
Fra il 1978 e il 1979 suonò in un gruppo chiamato UK, cofondato dallo stesso Bruford e John Wetton (altro ex-King Crimson). Sempre alla fine degli anni settanta fondò anche un gruppo fusion chiamato Bruford, in cui suonarono, tra gli altri, Jeff Berlin e Allan Holdsworth; la band incise quattro album fra il 1977 e il 1980.
Alla fine degli anni ottanta prese parte al progetto Anderson Bruford Wakeman Howe (ABWH) guidato da Jon Anderson. Gli ABWH riconfluirono poi negli Yes alla fine del 1989: del 1990 è la registrazione di Union (pubblicato l'anno dopo), che vede il ritorno di Bruford tra gli Yes dopo quasi vent'anni.
Alla fine del 2000 Bruford fu cofondatore col bassista Tony Levin di un altro gruppo fortemente sperimentale, i Bruford Levin Upper Extremities (con David Torn e Chris Botti).
In anni recenti, Bruford si è principalmente occupato della sua band jazz Earthworks, fondata nel 1986, nella quale si sono distinti i talenti di Django Bates e Iain Ballamy e nella quale attualmente suona Tim Garland. Dopo una serie di cd con gli Earthworks ed una collaborazione con il pianista Michiel Borslap, nel 2009 Bruford ha annunciato il suo ritiro definitivo dalle scene, pubblicando alla fine del 2010 un'autobiografia nella quale ripercorre non cronologicamente la propria carriera (Bill Bruford The Autobiography).
Nel 2016, dopo quattro anni di studio, Bruford ha conseguito un dottorato di ricerca in musica presso l'Università del Surrey. Nel 2017, Bruford è stato inserito nella Rock and Roll Hall of Fame come membro degli Yes. Nel 2022, dopo una pausa di 13 anni, è tornato a esibirsi dal vivo come membro del Pete Roth Trio.

## Stile e tecnica
Ciò che contraddistingue il suo drumming è lo stile e l'approccio allo strumento e ai suoi suoni. L'estrema variabilità del suo kit, dagli inizi sino a ora, testimonia il suo interesse a sperimentare. Ha spesso integrato il set di base con percussioni elettroniche Simmons, octoban, rototom e altri effetti percussivi.

## Discografia
- 1983 - Music for Piano and Drums (con Patrick Moraz)
- 1985 - Flags (con Patrick Moraz)
- 1997 - If Summer Had Its Ghosts (con Ralph Towner ed Eddie Gomez)
- 1998 - Upper Extremities (con Tony Levin, David Torn e Chris Botti)
- 2000 - BLUE Nights (con Tony Levin, David Torn e Chris Botti)
- 2004 - Every Step a Dance, Every Word a Song (con Michiel Borstlap)
- 2007 - In Two Minds (con Michiel Borstlap)
- 2009 - In Tokyo (con Patrick Moraz)

### Bruford
- 1978 - Feels Good to Me
- 1979 - One of a Kind
- 1979 - The Bruford Tapes
- 1980 - Gradually Going Tornado
- 1986 - Master Strokes: 1978-1985
- 2007 - Rock Goes to College

### Earthworks
- 1987 - Earthworks
- 1989 - Dig?
- 1991 - All Heaven Broke Loose
- 1994 - Stamping Ground
- 1997 - Heavenly Bodies
- 1999 - A Part, and Yet Apart
- 2001 - The Sound of Surprise
- 2002 - Footloose and Fancy Free
- 2004 - Random Acts of Happiness
- 2006 - Earthworks Underground Orchestra

### Yes
- 1969 - Yes
- 1970 - Time and a Word
- 1971 - The Yes Album
- 1971 - Fragile
- 1972 - Close to the Edge
- 1973 - Yessongs
- 1991 - Union
- 2005 - The Word Is Live

### Anderson Bruford Wakeman Howe
- 1989 - Anderson Bruford Wakeman Howe
- 1993 - An Evening of Yes Music Plus

### King Crimson
- 1973 - Larks' Tongues in Aspic
- 1974 - Starless and Bible Black
- 1974 - Red
- 1975 - USA
- 1981 - Discipline
- 1982 - Beat
- 1984 - Three of a Perfect Pair
- 1992 - The Great Deceiver
- 1992 - Vrooom
- 1994 - Thrak
- 1995 - B'Boom
- 1995 - Thrakattak
- 1998 - The Night Watch
- 1998 - ProjeKct One - Live at the Jazz Cafe

### U.K.
- 1978 – U.K.
- 1999 – Concert Classics, Vol. 4 (live)